# Stefan Kuntz
Pour les articles homonymes, voir Kuntz.
Stefan Kuntz, né le 30 octobre 1962 à Neunkirchen, est un ancien international allemand qui évoluait au poste d'attaquant devenu entraîneur.
Élu footballeur allemand de l'année en 1991, il remporte avec l'Allemagne le Championnat d'Europe en 1996. En 2008, plusieurs années après sa retraite sportive, il devient le président du FC Kaiserslautern, club avec lequel il a joué de 1989 à 1995.

## Biographie

### Carrière de joueur
La carrière de footballeur professionnel de Stefan Kuntz s'étend de 1983 à 1999, pendant laquelle il dispute notamment 449 matchs et marque 179 buts en Bundesliga, la première division du championnat allemand. Il porte successivement les maillots du VfL Bochum, du Bayer 05 Uerdingen, du 1. FC Kaiserslautern et d'Arminia Bielefeld en Allemagne. En 1986 et 1994 il termine meilleur buteur du championnat allemand, avec respectivement 22 et 18 réalisations. Avec Kaiserslautern il remporte la Coupe d'Allemagne en 1990 et le Championnat en 1991 ; il est élu footballeur allemand de l'année en 1991, après avoir particulièrement brillé par sa polyvalence à cause des nombreux blessés. En 1995-1996 il joue une saison au Beşiktaş JK, en Turquie. 
Kuntz est sélectionné en équipe nationale de 1993 à 1997, alors qu'il a passé la trentaine. Il est appelé pour la Coupe du monde de 1994, dont il dispute le huitième de finale face à la Belgique. Il est également de la sélection pour le Championnat d'Europe de 1996. D'abord remplaçant, il devient titulaire pendant le tournoi. Il réalise une performance mémorable en demi-finale face à l'Angleterre, pays organisateur, où il égalise. Lors de la finale remportée sur la République tchèque, il est titulaire en attaque aux côtés de Jürgen Klinsmann. Il honore en octobre 1997 sa 25e et dernière sélection, sur un total de six buts. Il n'a jamais été battu avec la sélection (vingt victoires et cinq matchs nuls).

### Carrière de dirigeant
Après sa retraite sportive, il se reconvertit dans l'encadrement. Entre 2001 et 2004 il est successivement l'entraîneur du Borussia Neunkirchen, du Karlsruher SC, du SV Waldhof Mannheim et du LR Ahlen, en deuxième division allemande. De 2006 à 2008, il est directeur sportif du VfL Bochum, son premier club.
À la fin 2007, alors que le FC Kaiserslautern est proche de descendre en Regionalliga (le club ne sauvera sa place que lors du dernier match), il reprend le club et en devient le président. La situation du club se rétablit assez vite et remporte le championnat de 2e division en 2010 avec une équipe jeune et des finances assainies. Kaiserslautern retrouve ainsi l'élite, quittée en 2006, mais se trouve de nouveau relégué en 2012.
Il est sélectionneur de la Turquie entre septembre 2021 et septembre 2023.

## Palmarès
Allemagne
- Vainqueur du Championnat d'Europe 1996

FC Kaiserslautern
- Champion d'Allemagne en 1991
- Vainqueur de la Coupe d'Allemagne en 1990

## Statistiques
- 25 sélections et 6 buts avec l'équipe d'Allemagne
- 449 matchs et 179 buts en première division allemande

| Saison                | Club                  | Championnat           | Championnat | Championnat | Coupe(s) nationale(s) | Coupe(s) nationale(s) | Supercoupe | Supercoupe | Compétition(s) continentale(s) | Compétition(s) continentale(s) | Compétition(s) continentale(s) | Total | Total |
| Saison                | Club                  | Division              | M.          | B.          | M.                    | B.                    | M.         | B.         | Comp.                          | M.                             | B.                             | M.    | B.    |
| 1980-1981             | Borussia Neunkirchen  | 2. Bundesliga Süd     | 1           | 0           | -                     | -                     | -          | -          | -                              | -                              | -                              | 1     | 0     |
| 1981-1982             | Borussia Neunkirchen  | Oberliga Südwest      | -           | -           | 2                     | 0                     | -          | -          | -                              | -                              | -                              | 2     | 0     |
| 1982-1983             | Borussia Neunkirchen  | Oberliga Südwest      | -           | -           | -                     | -                     | -          | -          | -                              | -                              | -                              | 0     | 0     |
| Sous-total            | Sous-total            | Sous-total            | 1           | 0           | 2                     | 0                     | -          | -          | -                              | -                              | -                              | 3     | 0     |
| 1983-1984             | VfL Bochum            | Bundesliga            | 32          | 8           | 1                     | 0                     | -          | -          | -                              | -                              | -                              | 33    | 8     |
| 1984-1985             | VfL Bochum            | Bundesliga            | 34          | 11          | 3                     | 3                     | -          | -          | -                              | -                              | -                              | 37    | 14    |
| 1985-1986             | VfL Bochum            | Bundesliga            | 34          | 22          | 5                     | 0                     | -          | -          | -                              | -                              | -                              | 39    | 22    |
| Sous-total            | Sous-total            | Sous-total            | 100         | 41          | 9                     | 3                     | -          | -          | -                              | -                              | -                              | 109   | 44    |
| 1986-1987             | Bayer Uerdingen       | Bundesliga            | 29          | 6           | 4                     | 2                     | -          | -          | C3                             | 6                              | 1                              | 39    | 9     |
| 1987-1988             | Bayer Uerdingen       | Bundesliga            | 32          | 13          | 5                     | 5                     | -          | -          | -                              | -                              | -                              | 37    | 18    |
| 1988-1989             | Bayer Uerdingen       | Bundesliga            | 33          | 13          | 4                     | 3                     | -          | -          | -                              | -                              | -                              | 37    | 16    |
| Sous-total            | Sous-total            | Sous-total            | 94          | 32          | 13                    | 10                    | -          | -          | -                              | 6                              | 1                              | 113   | 43    |
| 1989-1990             | FC Kaiserslautern     | Bundesliga            | 32          | 15          | 6                     | 5                     | -          | -          | -                              | -                              | -                              | 38    | 20    |
| 1990-1991             | FC Kaiserslautern     | Bundesliga            | 27          | 11          | 1                     | 2                     | 1          | 1          | C2                             | 2                              | 1                              | 31    | 15    |
| 1991-1992             | FC Kaiserslautern     | Bundesliga            | 31          | 11          | 3                     | 1                     | 1          | 1          | C1                             | 2                              | 0                              | 37    | 13    |
| 1992-1993             | FC Kaiserslautern     | Bundesliga            | 26          | 6           | 1                     | 1                     | -          | -          | C3                             | 1                              | 2                              | 28    | 9     |
| 1993-1994             | FC Kaiserslautern     | Bundesliga            | 26          | 18          | 5                     | 2                     | -          | -          | -                              | -                              | -                              | 31    | 20    |
| 1994-1995             | FC Kaiserslautern     | Bundesliga            | 28          | 14          | 4                     | 1                     | -          | -          | C3                             | 2                              | 1                              | 34    | 16    |
| Sous-total            | Sous-total            | Sous-total            | 170         | 75          | 20                    | 12                    | 2          | 2          | -                              | 7                              | 4                              | 199   | 93    |
| 1995-1996             | Besiktas JK           | 1.Lig                 | 30          | 9           | 2                     | 0                     | -          | -          | C1                             | 2                              | 2                              | 34    | 11    |
| Sous-total            | Sous-total            | Sous-total            | 30          | 9           | 2                     | 0                     | -          | -          | -                              | 2                              | 2                              | 34    | 11    |
| 1996-1997             | Arminia Bielefeld     | Bundesliga            | 33          | 14          | 2                     | 0                     | -          | -          | -                              | -                              | -                              | 35    | 14    |
| 1997-1998             | Arminia Bielefeld     | Bundesliga            | 32          | 11          | 2                     | 2                     | -          | -          | -                              | -                              | -                              | 34    | 13    |
| Sous-total            | Sous-total            | Sous-total            | 65          | 25          | 4                     | 2                     | -          | -          | -                              | -                              | -                              | 69    | 27    |
| 1998-1999             | VfL Bochum            | Bundesliga            | 20          | 6           | 1                     | 0                     | -          | -          | -                              | -                              | -                              | 21    | 6     |
| Sous-total            | Sous-total            | Sous-total            | 20          | 6           | 1                     | 0                     | -          | -          | -                              | -                              | -                              | 21    | 6     |
| Total sur la carrière | Total sur la carrière | Total sur la carrière | 480         | 188         | 51                    | 27                    | 2          | 2          | -                              | 15                             | 7                              | 548   | 224   |

| Année | Matchs | Buts |
| ----- | ------ | ---- |
| 1993  | 2      | 1    |
| 1994  | 6      | 1    |
| 1995  | 6      | 0    |
| 1996  | 10     | 4    |
| 1997  | 1      | 0    |
| Total | 25     | 6    |